# حير (إب)

تعديل مصدري - تعديل

حير هي إحدى قرى عزلة ثواب اعلى بمديرية إب التابعة لمحافظة إب، بلغ تعداد سكانها 565 نسمة حسب تعداد اليمن لعام 2004.